# Великий Бурган

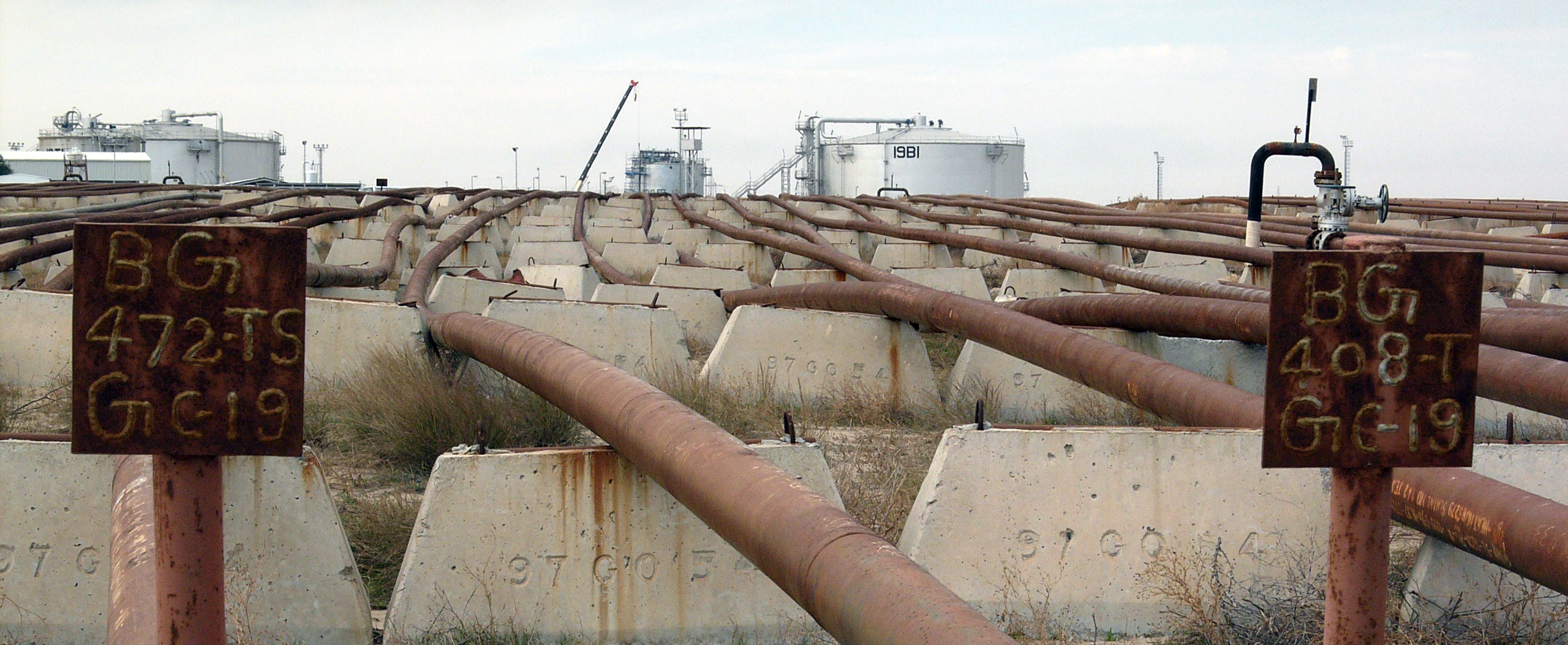

Великий Бурган (Greater Burgan) — друге за запасами нафти родовище світу, яке територіально знаходиться в Кувейті.

## Історія
Відкрите у 1938 р., розробляється з 1939 р.
У 1936 р. почалися пошукові буріння свердловин, а 22 лютого 1938 р. у південній частині Кувейту за 20 км від Перської затоки було відкрито потужне родовище Бурган (нафтовий фонтан сягав висоти 18 м). У 1940-х роках у продовження Бурганської нафтової структури було виявлено ще два родовища — Ахмаді та Магва, що утворюють Великий Бурган.

## Характеристика
Входить у нафтогазоносний басейн Перської затоки. Приурочене до похованого куполу, який складається з трьох піднять: Бурган, Магва і Ахмаді. Загальні розміри структури 46×20 км. Поклади пластові склепінчасті. Початкові промислові запаси нафти 10693 млн т. Продуктивні пісковики світ вара, мауддуд, бурган і зубайр крейдового віку, а також вапняки, що залягають на глибині 970-3000 м. Основний видобуток (90 %) забезпечують III і IV продуктивні горизонти світи бурган на глибині 1050–1100 (2600) м. Колектори ґранулярні, пористі. Нафти середні і важкі, сірчисті і високосірчисті. Густина нафти 868 кг/м³, в'язкість 1,1·10-2 Па·с; вміст S — 1,5 %.

## Технологія розробки
Видобуток на родовищі Великий Бурган становить 1,6 млн бар/добу (2001)